# أحمد إبراهيم الخياط
أحمد إبراهيم الخياط (ولد في 1945 في فريج المخارقة، المنامة، البحرين - توفي في 7 يناير 2015 في فريج المخارقة، المنامة، البحرين) سياسي وناشط حقوقي بحريني يساري. يعتبر عضو مؤسس لجمعية العمل الوطني الديمقراطي (وعد) أول حزب يساري معترف به في منطقة الخليج العربي.

## النشأة والتعليم
وُلد الخياط في عام 1945 في فريج المخارقة بالعاصمة البحرينية المنامة لوالدين كانا من أوائل المحامين البحرينيين.
درس الابتدائية في المدرسة الغربية الابتدائية من 1951 إلى 1959. درس الإعدادية والثانوية من 1959 إلى 1965.

## السيرة المهنية والسياسية
خلال دراسته الثانوية التحق بحزب البعث العربي الاشتراكي. في عام 1965 التحق بجامعة عين شمس بالعاصمة المصرية القاهرة لدراسة الطب. أثناء دراسته الجامعية نشط في رابطة طلبة البحرين في القاهرة وانحاز إلى التيار اليساري لحزب البعث العربي الاشتراكي وفي عام 1970 أبعدته السلطات المصرية بعد احتدام الخلاف بين النظام المصري والبعث.
انتقل إلى سورية والتحق بجامعة حلب لمواصلة دراسة الطب ونشط في رابطة طلبة البحرين في حلب كما كان عضو في التنظيم الطلابي لجبهة التحرير الوطني - البحرين المنبثقة من (يسار البعث) وبعد اندماج التنظيم في الجبهة الشعبية لتحرير البحرين أضحى عضو فيها. في عام 1972 ترك دراسته وذهب إلى ظفار جنوب سلطنة عمان والتحق بمستشفى فاطمة غنانة حتى عام 1976 عندما قضى قابوس بن سعيد على ثورة ظفار.
في عام 1974 أصبح عضو مؤسس في الجبهة الشعبية لتحرير البحرين وفي عام 1976 أصبح ممثل الجبهة في اليمن الجنوبي حتى مغادرته اليمن بعد توحيد شطريه الجنوبي والشمالي في عام 1990. ذهب بعدها إلى سورية واستقر فيها من 1990 إلى 1999 وتولى مسئولية مكتب الجبهة الشعبية لتحرير البحرين هناك.
في عام 1999 رجع إلى موطنه البحرين وعمل مدير في نادي العروبة. في عام 2001 كان أحد مؤسسي جمعية العمل الوطني الديمقراطي (وعد) اليسارية وتولى لاحقاً مدير المقر لعدة سنوات.

## الحياة الشخصية
في عام 1981 تزوج شريكة حياته مكة عبد الله الظهر وأنجبا أربعة أبناء: ندى وناصر وإبراهيم وأسماء.

## الوفاة
توفي الخياط يوم الأربعاء الموافق 7 يناير 2015 عن عمر ناهز 70 عام. ووري جثمانه الثرى في اليوم التالي في مقبرة المنامة.
نعت جمعية العمل الوطني الديمقراطي الخياط الذي برحيله فقدت (وعد) والحركة الوطنية البحرينية واحدا من قياداتها النضالية الذي أفنى حياته من أجل وطن لايرجف فيه الأمل «على حد تعبيرها».